# غلامرضا روحانی
سید غلامرضا روحانی (۲۱ اردیبهشت ۱۲۷۶ – ۸ شهریور ۱۳۶۴) شاعر و طنزپرداز ایرانی بود که تخلص مستعار اشعار طنزش اجنه است. محمدعلی جمال‌زاده او را رئیس طایفهٔ فکاهی‌سرایان نامیده‌است.

## زندگی
پدرش میرزا سید شکرالله متخلص به آزادی و جدش میرزا سید محمد تفرشی متخلص به علی، از شاعران دوره قاجار بودند. غلامرضا روحانی در بیست و یکم اردیبهشت ۱۲۷۶ در مشهد به دنیا آمد. انتشار اشعارش در سال ۱۲۹۸ در حالی که بیش از ۲۲ سال از عمر وی نمی‌گذشت در جرائد و نشریات مختلف تهران از قبیل: گل زرد، امید، نسیم شمال، ناهید و توفیق آغاز گردید.
روحانی در سال ۱۳۰۰ به عضویت انجمن ادبی ایران درآمد. این انجمن ابتدا در منزل شیخ‌الرئیس افسر و بعدها در منزل استاد محمد علی ناصح برقرار گردید. در سال ۱۳۰۲ به همکاری با بعضی کلوپ‌های نمایش و موسیقی، از جمله جامعه باربد پرداخت که استاد اسماعیل مهرتاش مؤسس آن بود. روحانی شعرهای زیادی برای نمایشنامه‌ها و پیش پرده‌ها سرود که بیشتر، درونمایه فکاهی داشت و بسیاری از آنها بر سر زبان‌ها افتاد.
در سال ۱۳۱۳ مجموعه‌ای از شعرهایش با نام «طلیعه فکاهیات روحانی» با مقدمه سید محمد علی جمال‌زاده چاپ شد که در سال ۱۳۱۴ تجدید چاپ ولی مجدداً پس از مدت کوتاهی در بازار نایاب گردید. بعد از آن مجموعه کامل‌تری از اشعار و فکاهیات او در سال ۱۳۴۳ تحت عنوان «کلیات اشعار و فکاهیات روحانی، اجنه» در انتشارات سنائی به چاپ رسید.
نظیر اینگونه اشعار فکاهی در دوره جدید ادبیات فارسی خیلی کم و بدین مایه و معیار دیده نشده بود. به مرور ایام اشعار سید غلامرضا روحانی مصدر الهام و سرمشق گرانب‌هایی برای جوانان با ذوق دیگر گردید بطوریکه امروز ایران دارای یک مکتب «فکاهی» منظوم است.
او در انجمن‌های ادبی نظیر انجمن ادبی ایران، حکیم نظامی (وحید دستگردی)، فرهنگستان (ملک‌الشعرای بهار)، انجمن ادبی شیراز، انجمن ادبی آذرآبادگان، انجمن ادبی تهران، انجمن ادبی حافظ، انجمن ادبی صائب، انجمن ادبی نصر، انجمن ادبی دانشوران، و دیگر انجمن‌ها و محافل ادبی حضور فعال داشته‌است. روحانی در کلوپهای موسیقی و نمایش نیز هنرآفرین بود و ترانه‌ها و اشعاری فراوان برای کنسرت‌ها، نمایشنامه‌ها به گونه جدی و فکاهی آفریده‌است.
سید غلامرضا روحانی سرانجام در شهریور ۱۳۶۴ در هشتاد و هفت سالگی در تهران درگذشت. استاد جمال‌زاده او را «رئیس طایفه فکاهی سرایان» می‌نامد و ملک الشعرای بهار نیز در شعر خود، به دنبال ایرج میرزا و سید اشرف‌الدین گیلانی (نسیم شمال) از وی یاد می‌کند.

## بررسی آثار
روحانی به زبان مردم کوچه و بازار می‌سرود و تکیه کلامها، اصطلاحات و ضرب‌المثلهای معمول زندگی روزمره را به کار می‌برد در عین حال، از رکیک گویی نیز پرهیز داشت. آثار او، از جهت آشنایی با زبان مردم دوران خودش و فرهنگ لغات عامیانه، بسیار قابل توجه‌است و آیینه تمام نمای گفتار، کردار و پندار توده مردم در زمان خودش است. او، به بدیع، عروض و قافیه احاطه کامل داشت و آن‌ها را به‌درستی در اشعارش به کار می‌گرفت، با شیوه‌ای که به سادگی و روانی آثارش نیز لطمه‌ای وارد نیاید.
دو عنصری که در شعر او بیش از همه خود نمایی می‌کند، طنز او و تصویر سازی اوست. طنز او شیرین است و به دل می‌نشیند و با خواندنش تبسم بر لبها می‌آورد. زبانش، لطیف است و عفت کلام دارد و تصاویرش چون موجی آرام در دریای خیالات نقش می‌بندد.
سید غلامرضا روحانی با زبان طنز به بیان اوضاع اجتماعی دوران خود می‌پردازد و از دردهایی که مردم ایران به آن مبتلا هستند از افیون، دخان، خرافات، متجددین دروغین، بی دانشی، درد زنان بی یاور، جهل و بیسوادی، جنگ، و تقلید از سیئات عالم غرب سخن می‌گوید و نجات ایران را در تحصیل علم و دانش، دوری از سستی و تنبلی و ایمان واقعی می‌داند.

## تأثیر اشعار روحانی بر اجتماع
مردم امروزه بسیاری از اشعار وی را به عنوان ضرب‌المثل بکار می‌برند بدون آنکه بدانند سرایندهٔ آن‌ها که بوده‌است. از آن جمله می‌توان به این موارد اشاره نمود:
- یکی یه پول خروس
- ماشین مشتی ممدلی - نه بوغ داره نه صندلی
- حلوای تن تنانی / تا نخوری ندانی
- افاده‌ها طبق طبق / سگ‌ها به دورش وق و وق
- سه پلشت آید و زن زاید و مهمان برسد